# Беравци
Беравци су насељено место у саставу општине Велика Копаница у Бродско-посавској жупанији, Република Хрватска.

## Историја
До територијалне реорганизације у Хрватској налазили су се у саставу старе општине Славонски Брод.

## Становништво
На попису становништва 2011. године, Беравци су имали 815 становника.

## Попис1991.
На попису становништва 1991. године, насељено место Беравци је имало 957 становника, следећег националног састава:
| Попис 1991.‍  | Попис 1991.‍  | Попис 1991.‍ | Попис 1991.‍ | Попис 1991.‍ |
| ------------ | ------------ | ----------- | ----------- | ----------- |
|              |              |             |             |             |
| Хрвати       | Хрвати       |             | 928         | 96,96%      |
| Албанци      | Албанци      |             | 9           | 0,94%       |
| Срби         | Срби         |             | 5           | 0,52%       |
| Југословени  | Југословени  |             | 1           | 0,10%       |
| Македонци    | Македонци    |             | 1           | 0,10%       |
| неопредељени | неопредељени |             | 11          | 1,14%       |
| непознато    | непознато    |             | 2           | 0,20%       |
| укупно: 957  |              |             |             |             |